# Уда-Пачуреа (Телеорман)
Уда-Пачуреа (рум. Uda-Paciurea) насеље је у Румунији у округу Телеорман у општини Уда-Клокочов. Oпштина се налази на надморској висини од 57 m.

## Становништво
Према подацима из 2002. године у насељу је живело 1077 становника, од којих су сви румунске националности.